# West Bloomfield Pro Indoor USTA Challenger
Il West Bloomfield Pro Indoor USTA Challenger, noto come Cadillac Pro Indoor USTA Challenger per ragioni di sponsorizzazione, è stato un torneo professionistico maschile di tennis giocato su campi in cemento. Faceva parte delle ATP Challenger Series. Si sono giocate solo le due edizioni del 1996 e 1998 a West Bloomfield, negli Stati Uniti.

## Albo d'oro

### Singolare
| Anno | Campione       | Finalista       | Punteggio     |
| ---- | -------------- | --------------- | ------------- |
| 1998 | Alex O'Brien   | Grant Doyle     | 4–6, 6–3, 6–4 |
| 1997 | Non disputato  | Non disputato   | Non disputato |
| 1996 | Grant Stafford | Sargis Sargsian | 6–4, 6–2      |

### Doppio
| Anno | Campioni                     | Finalisti                        | Punteggio     |
| ---- | ---------------------------- | -------------------------------- | ------------- |
| 1998 | Jim Thomas Laurence Tieleman | Alejandro Hernández David Roditi | 7–6, 6–4      |
| 1997 | Non disputato                | Non disputato                    | Non disputato |
| 1996 | Rikard Bergh Shelby Cannon   | David Ekerot Stephen Noteboom    | 3–6, 6–1, 6–4 |